# Алешандре Пелькінг
Алешандре Пелькінг (нім. Alexandré Pölking / порт.-браз. Alexandré Pölking; нар. 12 березня 1976, Монтенегру, Ріу-Гранді-ду-Сул, Бразилія) — бразильсько-німецький футболіст та тренер, виступав на позиції вінґера.

## Кар'єра гравця
Алешандре Пелькінг грав за «Фішт» (Білефельд) з 2001 по 2003 рік. Клуб з Білефельда виступав в Оберлізі Вестфалії. За команду зіграв 59 матчів. У липні 2003 року підписав контракт з «Армінією II» (Білефельд). З клубом, який також базується в Білефельді, грав один сезон в Оберлізі Вестфалії та один сезон у Північній регіональній лізі. Потім виступав за «Дармштадт 98», який грав у Південній Регіоналліги. У липні 2005 року переїхав на Кіпр, з яким підписав клуб першого дивізіону «Олімпіакосом» зі столиці Нікосії. У сезоні 2006/07 років відданий в оренду супернику по чемпіонату, АПОЕЛа (Нікосія). 13 серпня 2008 року завершив кар'єру футболіста.

## Кар'єра тренера
Алешандре Пелькінг розпочав тренерську кар’єру в 2008 році як помічник тренера Вінфріда Шефера в еміратському клубі «Аль-Айн». Клуб виступав у першому дивізіоні Про-ліги ОАЕ. У другій половині 2010 року знову працював на посаді помічника головного тренера Вінфріда Шефера, цього разу в азербайджанському «Баку». 1 липня 2011 року поїхав разом Вінфрідом Шефером до Таїланду, де спочатку працював помічником головного тренера місцевої збірної. Наприкінці 2012 року зайняв посаду тренера клубу тайського першого дивізіону «Армі Юнайтед», де замінив місцевого фахівця Паніпхон Кердаям. Допоміг бангкокському клубу посісти 10-е місце в чемпіонаті. На початку 2014 року перейшов до суперника по лізі «Супханбурі», де змінив Пхайонга Кхуннаена. Контракт із клубом діяв до травня 2014 року. У червні 2014 року підписав контракт з «Бангкок Юнайтед», який також виступав у першому дивізіоні. Разом з клубом ставав віце-чемпіоном Таїланду 2016 та 2018 року, а в 2017 році — фіналістом національного клубу (поступився з рахунком 2:4 «Чіанграй Юнайтед»). У жовтні 2020 року пішов з «Бангкок Юнайтед» після поразки від «Сухотая». Наприкінці 2020 року очолив в'єтнамський клуб «Хошимін Сіті», який виступав В-Лізі 1. Наприкінці вересня 2021 року покинув клуб і повернувся до Таїланду, де став наступником японця Нісіно Акіру на посаді головного тренера Таїланду. Його першим великим успіхом зі збірною Таїланду стала перемога на чемпіонаті Південно-Східної Азії 2021 року. У 2-матчевому фіналі тайці перемогли Індонезію. Перший матч виграний з рахунком 4:1, у другому – нічия 2:2.

## Статистика на тренерському містку
Станом на 1 січня 2022
| Таїланд (U-23)    | Таїланд | 23 червня 2012  | 3 липня 2012    | 5   | 2   | 1  | 2  | 40,0 |
| «Армі Юнайтед»    | Таїланд | 31 жовтня 2012  | 9 листопад 2013 | 34  | 14  | 9  | 11 | 41,2 |
| «Супханбурі»      | Таїланд | 2 січня 2014    | 12 травня 2014  | 14  | 6   | 3  | 5  | 42,9 |
| «Бангкок Юнайтед» | Таїланд | 25 червня 2014  | 18 жовтня 2020  | 221 | 126 | 43 | 52 | 57,0 |
| «Хошимін Сіті»    | В'єтнам | листопад 2020   | серпень 2021    | 12  | 4   | 2  | 6  | 33,3 |
| Таїланд           | Таїланд | 28 вересня 2021 | Теперішній час  | 8   | 6   | 2  | 0  | 75,0 |
| Загалом           | Загалом | Загалом         | Загалом         | 294 | 158 | 60 | 76 | 53,7 |

1  Перемога або поразка в серії пенальті вважається нічиєю.

## Досягнення

### Як тренера

#### Клубні
- Чемпіонат Таїланду
  -  Срібний призер (2): 2016, 2018

- Кубок Таїланду
  -  Фіналіст (1): 2017

#### У збірній
Таїланд
- Чемпіонат АСЕАН
  -  Чемпіон (2): 2020, 2022